# Zsasskovszky Endre
Zsasskovszky Endre (Alsókubin, Árva vármegye, 1824. január 21. – Eger, 1882. május 15.) karnagy és zenetanár, Zsasskovszky Ferenc öccse.

## Élete
Alsókubinban született, ahol édesapja katolikus kántortanító volt, tőle kapta első zenei leckéit. Középiskolai tanultmányait Vácott, Kassán és Magyaróvárt, végezte. Bátyjával, Ferenccel együtt Egerben volt jogakadémiai hallgató; azután zenei pályára lépett. 1845-ben még mint joghallgató lett tagja az egri főszékesegyház zenekarának, ugyanott 1850-ben orgonistává nevezték ki. 1851–52-ben Prágába utazott, hogy Pitsch Károly vezetésével képezze magát a prágai orgonaiskolában.
Hazatérve mint karnagy és zenetanár, valamint zeneszerző működött Egerben haláláig. Munkáit bátyjával együtt írta és szerezte. A prágai egyházi zeneegylet, a salzburgi Mozarteum és a római zeneakadémia tiszteletbeli tagja volt.

## Egyházi művei
Négy mise, tíz graduale, tizenkét offertórium, Te Deum, vesperák, Ecce sacerdos, Tantum ergók, szertartási kórus és egyéb orgonaművek, melyeket külföldön is előadtak. Bátyjával, Ferenccel írta meg az első magyar orgonaiskolát. 